# De overschoenen van het geluk (B. Tsjajkovski)
De overschoenen van geluk is een suite gecomponeerd door Boris Tsjajkovski. Het is muziek geschreven voor een vertelling voor de Russische radio omstreeks 1958. Het verhaal gaat over twee overschoenen, die steeds van eigenaar wisselen en de macht hebben die eigenaar te verplaatsen naar een gewenste tijd. De muziek volgt het verhaal vanaf de twee feeën, die het verhaal van de overschoenen bespreken tot het moment dat ze de schoenen in Italië moet ophalen.
De muziek klinkt zeer lichtvoetig.  Tsjajkovski schreef ook muziek ter begeleiding van andere sprookjes van Hans Christian Andersen:
- De nieuwe kleren van de keizer
- De varkenshoeder
- De standvastige tinnen soldaat
- De slak en de rozelaar
- De stopnaald.

De delen van de 'Overschoenen' zijn:
- Introductie
- twee feeën
- intermezzo
- nacht
- lied van de pierewaaier
- The nachtwaker
- Reis naar de maan
- De maan
- de vlucht terug naar Aarde
- de arts
- het theater
- de rijke man en zijn vrouw
- een dame
- een egoïstische man
- een officier
- de vogel
- de reis
- tarantella
- klagende muziek.

De muziek werd jarenlang als verloren beschouwd maar werd in de jaren 00 van de 21e eeuw teruggevonden en direct opgenomen.

## Discografie
- Uitgave Naxos: Musica Viva kamerorkest o.l.v. Kirill Ersjov